# ميروليوب لابوس
ميروليوب لابوس (بالصربية: Мирољуб Лабус)‏ (و. 1947 – م) هو عالم اقتصاد من صربيا .

## التعليم
تعلم في جامعة بلغراد.

## روابط خارجية
- ميروليوب لابوس على موقع مونزينجر (الألمانية)